# HD 128311
HD 128311 ist ein BY-Draconis-Stern mit der Spektralklasse K3 V, einem geschätzten Alter von 0,7 bis 12,7 × 109 Jahren und einer Entfernung von 16,34 pc von der Erde. Er hat eine Masse von 0,84 M⊙. Es handelt sich wahrscheinlich um ein Mitglied der Bewegungsgruppe Ursa Major. Bewegungsgruppen sind die Bindeglieder zwischen Sternen in offenen Clustern und Assoziationen einerseits und Feldsternen andererseits.
Im Jahr 2003 wurde ein erster Planet HD 128311 b des Systems, mit einer Umlaufdauer von 422 Tagen mit hochpräzisen Radialgeschwindigkeitsmessungen entdeckt. 2005 wurde ein zweiter Planet HD 128311 c mit einer Umlaufdauer von 928 Tagen entdeckt.
Die Entdeckung von kaltem Staub um HD 128311 zeigt, dass es höchstwahrscheinlich immer noch Kollisionen in diesem System gibt, die auf die Wechselwirkung großer Planetesimale, kleiner unentdeckter Planeten oder auf Wechselwirkungen der bekannten Planeten zurückzuführen sind.
HD 128311 ist eines der wenigen Systeme, von denen bekannt ist, dass sie Planeten und Trümmerscheiben enthalten, wodurch seine Untersuchung weiter an Bedeutung zunimmt, was die Bildung und Entwicklung extrasolarer Planetensysteme anbelangt. Wie ε Eridani und HD 69830 verfügt auch HD 128311 über einen ausgedehnten Trümmergürtel mit einem Radius von mehr als 5,1 AU (> 763 Mio. km).
In den kombinierten Radialgeschwindigkeitsdaten wurde ein weiteres Signal mit einer Periode von PRV = 11,2210 ± 0,0008 Tagen und einer Exzentrizität von 0,204 ± 0,030 gefunden, was auf einen weiteren Planeten (HD 128311 d) mit einer Massenuntergrenze von MUG ∼ 0,136 ± 0,007 MJUP hinweisen könnte. Durch eine Bisektoranalyse konnte ein Ursprung des Signals durch Sternaktivität ausgeschlossen werden.